# Дитиничи
Дитиничи (укр. Дитиничі) — село в Таракановской сельской общине Дубенского района Ровненской области Украины.
Население по переписи 2001 года составляло 489 человек. Почтовый индекс — 35617. Телефонный код — 3656. Код КОАТУУ — 5621685205.